# Quadrigula
Quadrigula, rod zelenih algi u porodici Selenastraceae. Sastoji se od sedam priznatih vrsta

## Vrste
1. Quadrigula chodatii (Tanner-Füllemann) G.M.Smith
2. Quadrigula closterioides (Bohlin) Printz, tipična
3. Quadrigula korsikovii Komárek
4. Quadrigula pfitzeri (Schröder) G.M.Smith
5. Quadrigula quaternata (West & G.West) Printz
6. Quadrigula sabulosa Hindák
7. Quadrigula venezuelica Yacubson